# Keep the Lights On
Pour plus de détails, voir Fiche technique et Distribution.
Keep the Lights On est un drame américain coproduit, coécrit et réalisé par Ira Sachs et sorti en 2012. Le film est basé sur l'histoire personnelle d'Ira Sachs avec Bill Clegg, son ami agent littéraire qui a publié en 2010 ses mémoires sous le titre de Portrait of an Addict as a Young Man, et qui traite de sa lutte contre la consommation de drogues.

## Synopsis
Erik est réalisateur de documentaire. Paul est avocat. Ils habitent Manhattan.
Tous deux sont homosexuels, l’un assumant, l’autre pas. Ils se rencontrent un soir de 1998 pour une aventure sans lendemain, mais, très vite, décident de se revoir, malgré le fait que Paul ait une petite amie. À mesure que se développe leur relation, chacun, de son côté, continue de combattre ses propres pulsions et addictions : surtout la dépendance au sexe et la toxicomanie.
Un jour, Erik lui confie qu'il a rompu avec son petit ami Paolo séropositif. Ensuite Erik déclare à son amie Claire qu'il se sent mieux avec Paul qu'avec Paolo. Entretemps, Paul demande à Erik de limiter sa consommation de drogue qui est dangereuse. Paul rencontre son ancienne petite amie dans une galerie d'art avec Erik qui lui demande de la lui présenter. Les séquences suivantes montrent Erik apprenant qu'il est séronégatif et Paul préparant un soirée surprise pour l'anniversaire d'Erik. Les deux hommes sont heureux.
En 2000, Paul surprend Erik parlant de manière très proche avec un homme dans la rue. Erik et Paul se disputent, mais finalement se réconcilient. Un soir, Paul se lève de table pendant un dîner avec Erik et des amis ; il reste évasif aux questions d'Erik à son retour. Ensuite Erik, qui est loin de chez lui à cause d'un nouveau tournage de documentaire, téléphone à un numéro de rencontres gays. Mais il est extrêmement surpris et furieux de constater qu'il est mis en rapport avec Paul lui-même. À son retour à New York, les deux amants ont une violente dispute, mais décident ensuite de passer outre. Un soir, Erik rentre à la maison après son travail et découvre Paul gisant inconscient. Paul est immédiatement envoyé dans un centre de désintoxication de drogue. Il lui dit qu'il lui a gâché la vie. Erik part le soir dans une boîte de nuit pour homosexuels où il finit par rencontrer un peintre nommé Igor.
En 2003, les deux hommes ont atteint un certain équilibre : Paul s'est sorti de la drogue et le documentaire d'Erik a remporté un certain succès : ils envisagent l'avenir avec optimisme. Un jour, Erik se rend compte que Paul est parti. Alors que sa sœur le réconforte, il reçoit un appel de Paul de son hôtel lui demandant de lui rendre visite. Paul semble perturbé et Erik se rend compte qu'il n'a pas totalement rompu avec la drogue. Erik tente de le convaincre de rentrer à la maison, mais Paul refuse. Ensuite, il fait venir un prostitué et demande à Erik de les regarder pendant qu'ils se donnent l'un à l'autre sexuellement. Erik plus tard rend visite à Russ, un ancien copain, et ils s'adonnent à la consommation de stupéfiants, avant sans doute d'aller coucher ensemble.
En 2006, alors qu'ils ne se sont pas vus depuis près d'un an, Paul rencontre Erik à un dîner, et ils paraissent mieux dans leur peau. Erik invite Paul à passer la nuit dans son appartement, ce qu'il accepte, à condition de ne pas faire l'amour. Plus tard Erik rencontre par hasard Igor dans la rue et ils vont boire un verre ensemble dans un bar. Les séquences suivantes montrent Erik et Paul à la campagne. Erik demande à Paul comment il envisage leur relation, ce qui rend Paul agressif. Paul donne à Erik un ultimatum, selon lequel il n'a que quelques heures pour se décider si oui ou non ils vont déménager ensemble, ou bien rompre définitivement. Erik décide qu'ils doivent de nouveau habiter ensemble. Mais au milieu de la nuit, il se rend chez Paul pour lui dire qu'il a changé d'avis. Il accompagne au matin Paul à pied à son travail. Erik admet qu'il aime toujours Paul, mais celui-ci est sceptique. Les deux amants se serrent dans les bras et Paul souhaite à Erik de bien se porter.

## Fiche technique
- Titre : Keep the Lights On
- Titre original :
- Réalisation : Ira Sachs
- Scénario : Ira Sachs et Mauricio Zacharias
- Direction artistique : Amy Williams
- Décors :
- Costumes : Liz Vastola
- Photographie : Thimios Bakatakis
- Son : Xavier Bonneyrat
- Montage : Affonso Gonçalves
- Musique :
- Producteurs : Marie-Therese Guirgis, Lucas Joaquin et Ira Sachs
- Sociétés de production : Alarum Pictures, Parts and Labor et Tiny Dancer Films
- Société de distribution :
- Pays d’origine :  États-Unis
- Langue : Anglais
- Format : Couleurs - 35mm - 1.85:1
- Genre : Drame
- Durée : 98 minutes
- Dates de sortie :
- États-Unis : 20 janvier 2012 (festival du film de Sundance)

## Distribution
- Thure Lindhardt : Erik
- Zachary Booth : Paul
- Julianne Nicholson : Claire
- Paprika Steen : Karen
- Souleymane Sy Savane : Alassane
- Miguel del Toro : Igor
- Justin Reinsilber : Dan

## Distinctions
- 2012 : Teddy Award

### Nominations
- 1 nomination